# Barbara Zalaznik Matos
Barbara Zalaznik slovenska violinistka, * Ljubljana.
Z odliko je diplomirala na Akademiji za glasbo v Ljubljani v razredu prof. Dejana Bravničarja in prof. Vasilija Meljnikovega. S 16. leti je bila sprejeta v razred Ozimovega učenca prof. Briana Finlaysona na  Deželnem konzervatoriju za glasbo v Celovcu. V času študija se je udeleževala številnih mojstrskih tečajev violinske, komorne igre, glasbenih revij in tekmovanj. Prejela je več nagrad in priznanj. Na mednarodnem festivalu VIOLINA-BLED je prejela posebno nagrado za osebno noto pri izvedbi Mozartove sonate. Bila je štipendistka ustanove Imago Sloveniae. Kot solistka je dvakrat nastopila z  Orkestrom Slovenske filharmonije v Gallusovi dvorani Cankarjevega doma. Izpopolnjevala se je pri profesorjih Igorju Ozimu, Christiane Hutcap, Václavu Snítilu, Primožu Novšaku... Imela je več koncertov za Glasbeno mladino Slovenije.
Svoje glasbeno udejstvovanje dopolnjuje z igranjem v All Capone štrajh triu in s priznanim tolkalistom Zlatkom Kaučičem. Posnela je glasbo za film V leru. Osem let je bila članica Orkestra Slovenske filharmonije. Sedaj se posveča samostojni glasbeni poti.
Svoje glasbeno udejstvovanje dopolnjuje z igranjem v All Capone štrajh triu in s priznanim tolkalistom Zlatkom Kaučičem. Posnela je glasbo za film V leru. Osem let je bila članica Orkestra Slovenske filharmonije. Sedaj se posveča samostojni glasbeni poti. Sodeluje z različnimi priznanimi glasbeniki in glasbenimi skupinami. 
Nastopa na različnih dogodkih s klasično popularno glasbo, s svojimi priredbami pop, rock in tudi Avsenikovih uspešnic.  